# イーケネス城
イーケネス城（イーケネスじょう、スウェーデン語: Ekenäs slott）は、スウェーデンのエステルイェートランド地方リンショーピング郊外にある城である。急勾配の高い屋根を持つ3階建ての本館と、バロック様式の塔状ドームを持つ3つの四角い塔で構成されている。現在の姿は、14世紀に建てられた中世の要塞を基礎として、17世紀に建てられたものである。城を囲う湖が自然の防御網となっていたが、周辺の農地を増やすために、19世紀後半に排水された。

## 所有権
この城は、昔からずっと個人が所有する城である。その所有者は、1560年代にスウェーデンの統治者であったエリク14世の時代を生きた、スワンテ・ストゥーレまで遡ることができる。エリク14世は王座に就くと、貴族社会の有力者たちから好意を得ようとした。彼がそのために行った戦略のひとつが、スウェーデンで最も有力な3人の貴族に伯爵の爵位を与えるという、スウェーデン史上前例のないものであった。その爵位を授けられたうちのひとりが、スワンテ・ストゥーレであった。ストゥーレが新たに手にした地位を示すために最初にしたことのひとつが、1592年にイーケネス城の跡地に石造りの家を建てたことであった。
その後、1630年から1644年にかけてピーデル・グスタフソン・バニエルがルネサンス様式で城を再建した。バニエルはストゥーレの孫である。1880年まで、城はほぼ継続して彼の一族が所有していた。
1880年代初頭、フィリップ・クリングスポール伯爵が城と周辺の土地を取得した。それは、城の新たな歴史となった。かつて要塞であった城は、農業および林業の拠点となった。
城の現在の所有者は、かつて紡織業を営んでいたベルゲングリヤン家で、1939年に城を購入した。彼らが権利を引き継いだとき、城は長い間使われておらず、遺棄された状態であった。しかし、4.9km2ほどもある周辺の土地は、それ以上の価値を有していた。ベルゲングリヤン家が城を購入した動機は、この豊かな土地と広大な森林であった。

## 第二次世界大戦
第二次世界大戦中、城は地域の軍事司令部や物資の集積所として使われ、元来の防御要塞としての機能をある程度取り戻した。しかし戦争が終わると、城は再び荒廃し、見捨てられていった。城の調度品は、地元の人間によって略奪され続けていたが、1974年、スウェーデン当局が国の重要文化財に指定したことで、城は略奪の惨状から脱した。この政府による指定を受けて、所有者によって城の大規模な改修が行われた。そのため、スウェーデンにおいて最も保存状態のよいルネサンス建築の城とされている。特に内装は完全な状態で保存されており、3世紀前の家具、装飾、職人の仕事が素晴らしい状態で残されている。

## 観光
現在は所有者により博物館として運営されており、年間を通じて観光することができるが、城自体は夏季のみ開放されている。1993年以降、毎年5月から6月にかけて、ジョストの大会と中世の祭りがこの地で開催される。

## ギャラリー

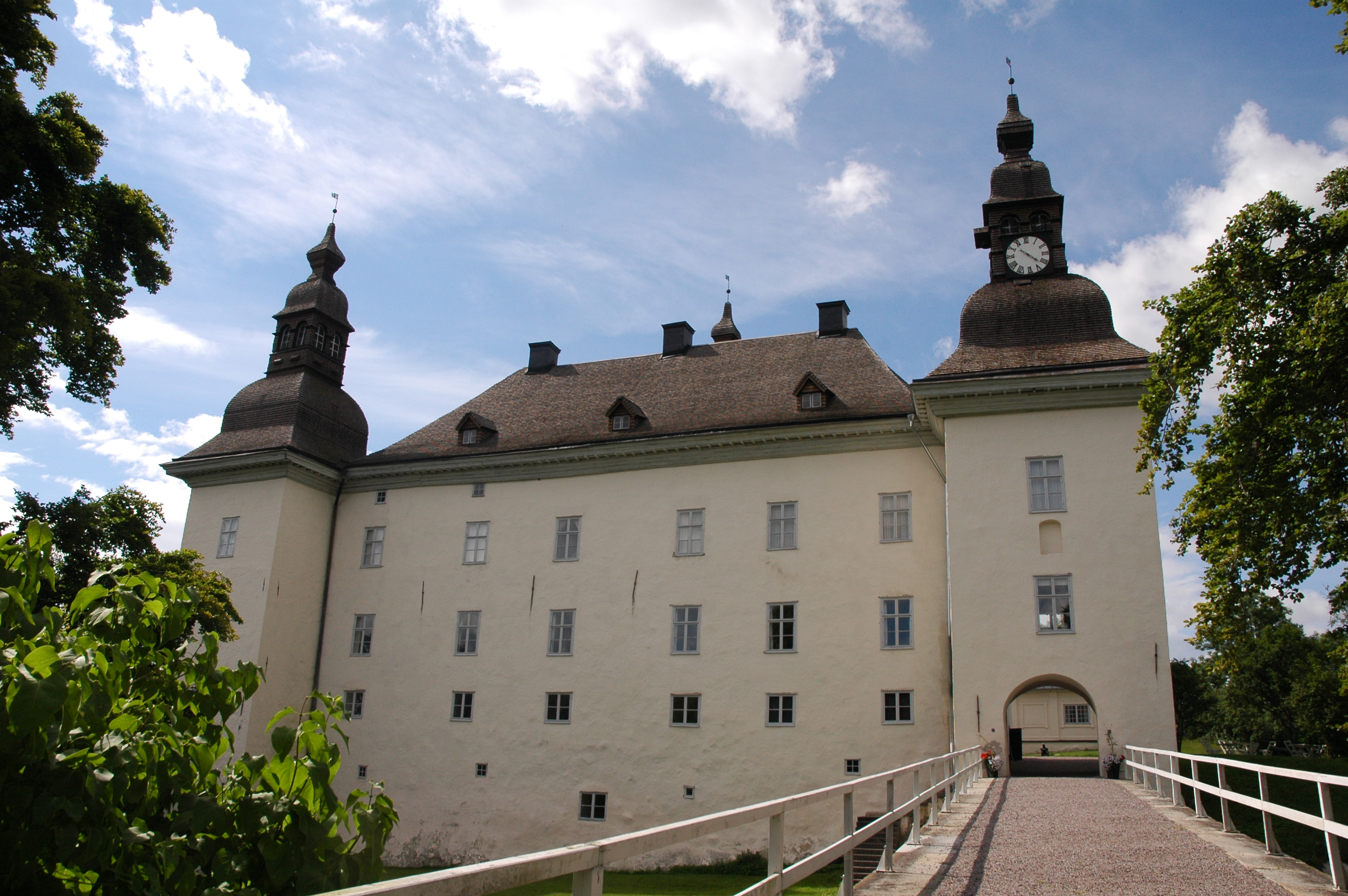
南から見た城。右下に中庭への入り口が見える
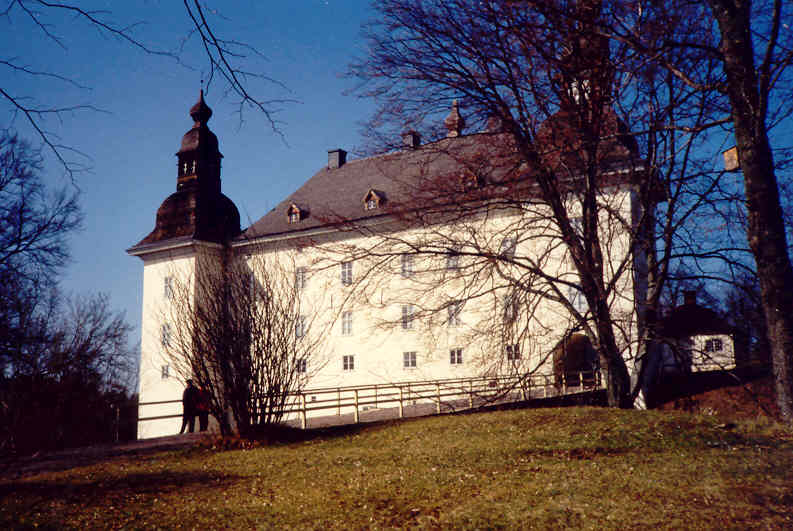
重厚な塔が映える南のファサード
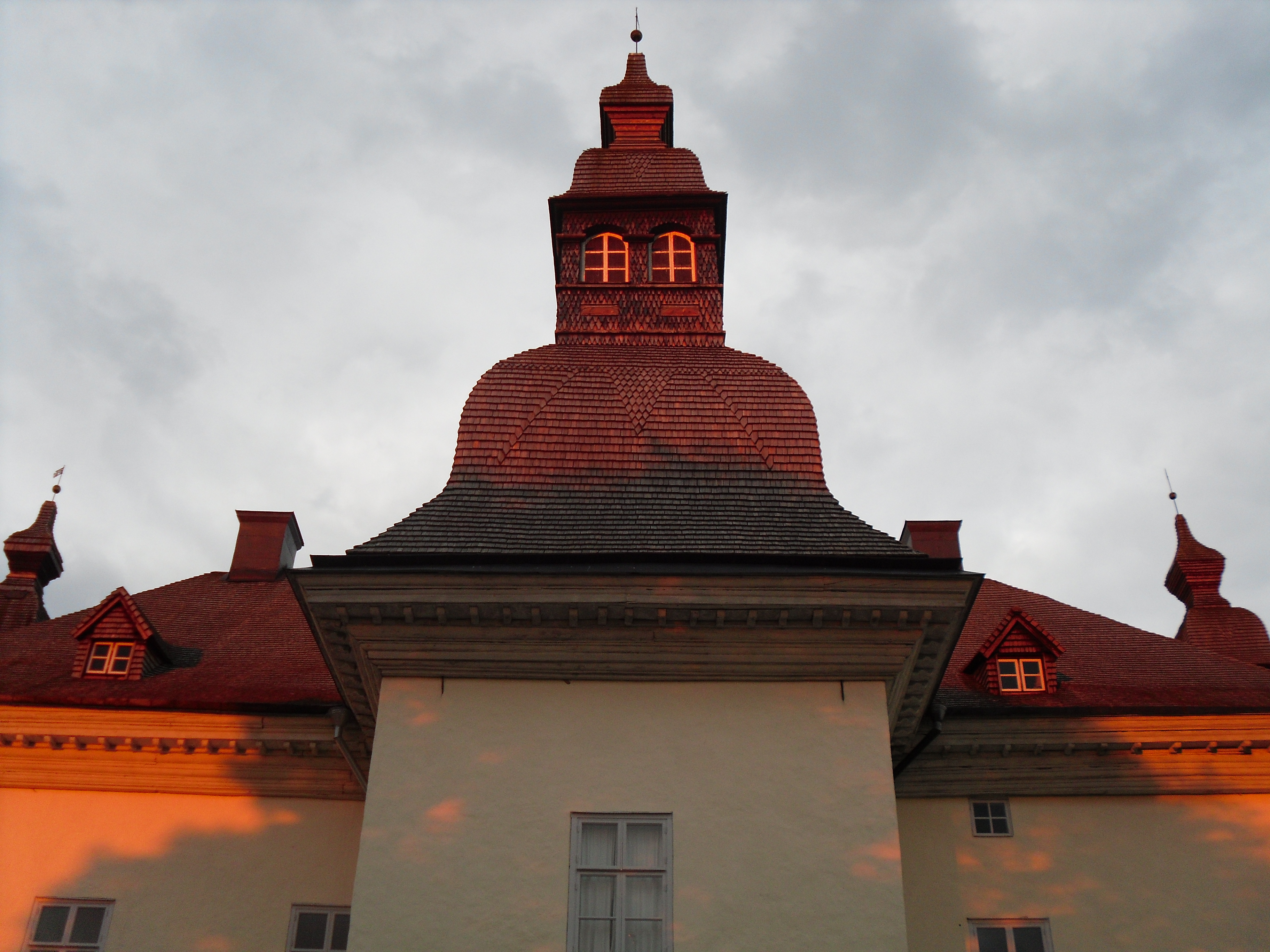
城の屋根
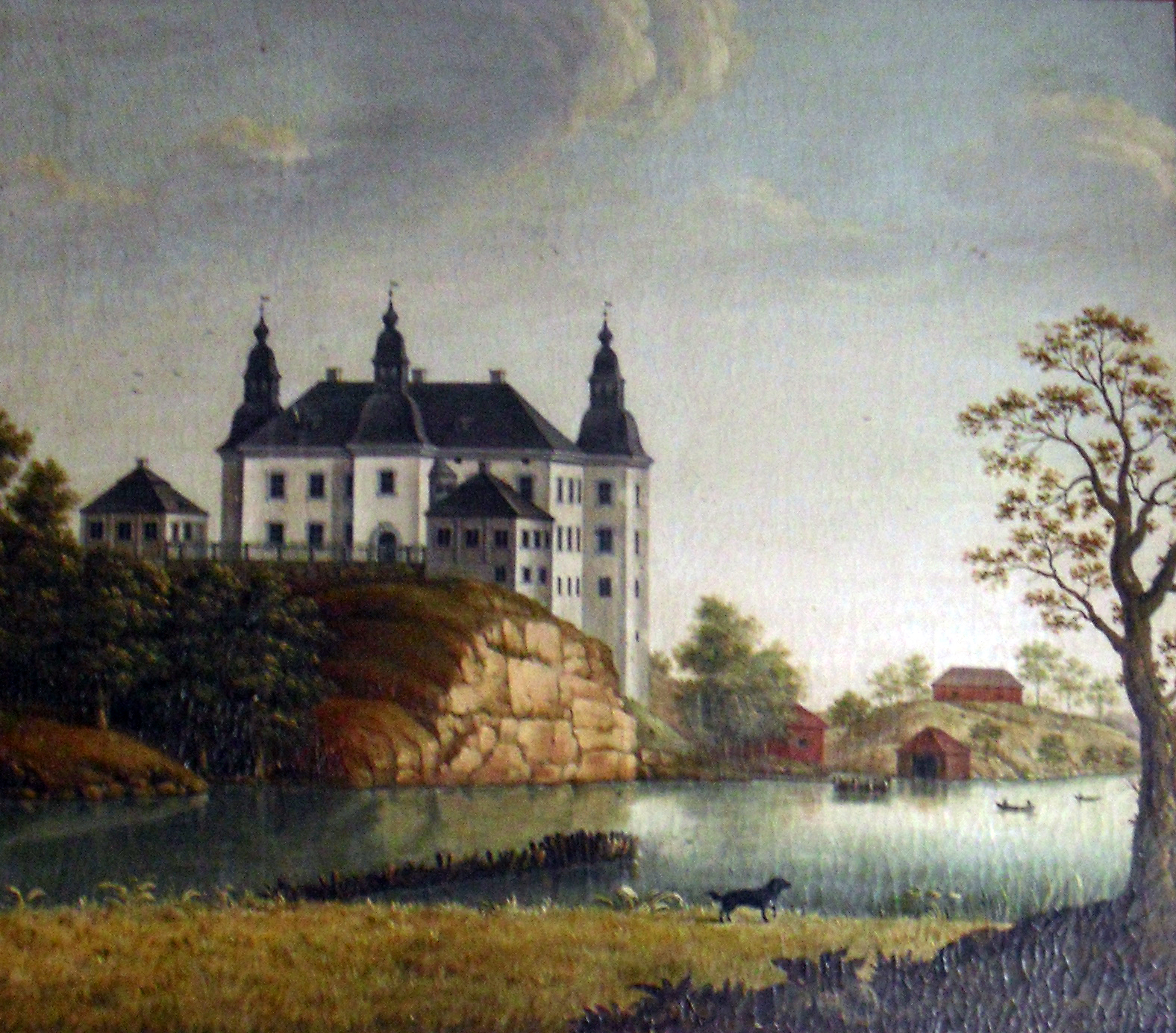
城内に飾られている絵画（1700年代）